# Barna Andrásné
Barna Andrásné Dénes Erzsébet, született Davidovits (Miskolc, 1909. december 1. – Budapest, 1984. augusztus 11.) zenetanár, minisztériumi osztályvezető. 

## Élete
Szülővárosában 1931-ben szerezte meg zenetanári oklevelét. Az 1930-as években zongoraleckéket adott Miskolcon. Az 1944-es német megszállást követően egész családjával együtt deportálták. A terrort csak ő és orvos bátyja élte túl. 1946 és 1949 között a párt munkásiskoláján tanult és dolgozott. 1953-tól részt vett zenei intézményeink művelődéspolitikai és pártmunkájában. 1953–56-ban a Magyar Állami Operaház pártszervezetének titkára volt, 1957-ben a Liszt Ferenc Zeneművészeti Főiskolán kormánybiztosként irányította a fegyelmi tárgyalásokat. 1958-tól a Művelődésügyi Minisztériumban dolgozott főelőadóként, majd osztályvezetőként. 1964-től 1977-ben bekövetkezett nyugdíjazásáig a Zene- és Táncművészeti Főosztály vezetője volt.
Palánkay Klára emlékirataiban így ír róla:
Ha valakinek felsőbb körökben akadt elintéznivalója, azt csakis Barnánén keresztül tehette. Én is jól ismertem ezt a nőt, hiszen az Opera társulatát minden külföldi útra követte, ő volt a fősmasszer. Velem roppant barátságosan bánt, mondhatni intim viszonyban voltunk. Ott volt a brüsszeli világkiállításon is [...] Másnap Barnáné félrevont, s megkérdezte, nem mennék-e el vele új ruhaanyagot venni, mert a fia Amerikában él, és látogatóba utazik hozzá. Csevegtünk, közben megkérdezte, nem tudom-e, hogy megy most az élet az amerikai kontinensen. Fogalmam sincs, mondtam. [...] Évekkel később tudtam meg, hogy Barnánénak nincs is fia. Rólam azonban volt némi információja, és gyűjtögetett volna még egy keveset ellenem.
Férje dr. Barna (Braun) András orvos volt, akivel 1936-ban kötött házasságot.

## Díjai, elismerései
- Munka Érdemrend arany fokozata (1964)
- Szocialista Kultúráért (1965)[5]
- Szocialista Magyarországért érdemrend (1977)